# Marcin Aleksander Pniewski
Marcin Aleksander Pniewski herbu Jastrzębiec (zm. przed 13 listopada 1788 roku) – podkomorzy czerski w 1782 roku, chorąży stężycki w latach 1777-1782, stolnik stężycki w latach 1761-1777, miecznik stężycki w latach 1757-1761, wicesgerent grodzki stężycki.
Poseł na sejm nadzwyczajny  1761 roku z ziemi czerskiej. Poseł na sejm 1778 roku z ziemi czerskiej.